# Philippe Raschke
Philippe Raschke est un footballeur professionnel français devenu recruteur, né le 19 septembre 1967 à Clermont-Ferrand. Il évoluait au poste de défenseur latéral droit.

## Biographie
En mars 1985, alors au centre de formation de l'AS Monaco, il fait partie de l'équipe de France juniors A2, aux côtés d'Alain Roche et William Prunier.
Le 2 janvier 2013, il intègre la cellule de recrutement du FCSM sous la responsabilité de son ancien coéquipier Bernard Maraval.

## Carrière
- 1988-1991 : AS Monaco  France
- 1991-1992 : Girondins de Bordeaux  France
- 1992-1995 : AS Cannes  France
- 1995-1998 : RC Strasbourg  France
- 1998-2004 : FC Sochaux  France[3]

## Palmarès
- Champion de France de Division 2 en 1992 avec les Girondins de Bordeaux et en 2001 avec le FC Sochaux
- Vainqueur de la Coupe de la Ligue en 1997 avec le RC Strasbourg et en 2004 avec le FC Sochaux
- Finaliste de la Coupe de la Ligue en 2003 avec le FC Sochaux

## Statistiques
Championnats :
- 270 matchs et 3 buts en Division 1
- 88 matchs en Division 2

Coupes d'Europe :
- 16 matchs en Coupe de l'UEFA
- 13 matchs en Coupe Intertoto